# Phomopsis fukushii
Phomopsis fukushii är en svampart som beskrevs av S. Endo & Tanaka 1927. Phomopsis fukushii ingår i släktet Phomopsis och familjen Diaporthaceae.   Inga underarter finns listade i Catalogue of Life.